# ۱۶ فوریه
۱۶ فوریه در تقویم گرگوری، چهل و هفتمین روز سال است. ۳۱۸ روز (در سال‌های کبیسه ۳۱۹روز) تا پایان سال باقی است.

## رویدادها
- ۱۵۶۸ - کلیسای کاتولیک روم تمام مردم هلند یعنی جمعیتی بالغ بر سه میلیون نفر را به اتهام الحاد به مرگ محکوم کرد.
- ۱۹۵۹ - با سرنگونی باتیستا، رئیس جمهور دیکتاتور کوبا در ۱ ژانویه، فیدل کاسترو رهبر کوبا شد.
- ۱۹۹۹ - به دنبال دستگیری عبدالله اوجلان رهبر حزب کارگران کردستان ترکیه، کردهای مبارز در سراسر اروپا سفارتخانه‌ها را به اشغال درآورده و عده‌ای را به گروگان گرفتند.
- ۱۹۹۹ - در حادثه‌ای که ظاهراً سو قصد به جان اسلام کریموف رسید جمهور ازبکستان بوده است یک بمب در مقر دولت منفجر شد و تیراندازی صورت گرفت.
- ۲۰۰۵ - لیگ ملی هاکی یا ان‌اچ‌ال، لیگ برتر هاکی روی یخ مردان در آمریکای شمالی بازی‌های فصل ۰۵–۲۰۰۴ خود را لغو کرد.
- ۲۰۰۵ - پیمان کیوتو در روسیه امضا شد.
- ۲۰۱۳ - در اثر انفجار بمبی که در یک تانکر آب جاگذاری شده بود در شهر هزاره کویته پاکستان دست کم ۱۱۰ تن کشته (عمدتاً شیعه‌های هزاره) و بیش از ۲۰۰ نفر زخمی شدند. گروه تروریستی لشکر جهنگوی مسئولیت این انفجار را بر عهده گرفت.

## زادروزها
.2003-امیر حسین محمودی مقدم.

## مرگ‌ها
- ۹۵۷ - ابوعمر زاهد
- ۱۹۷۹ - نعمت‌الله نصیری رئیس ساواک (ت. ۱۹۱۱)
- ۱۹۸۴ - شیخ راغب حرب از پایه گذاران مقاومت اسلامی لبنان در برابر اشغالگری اسرائیل
- ۱۹۹۲ - سید عباس موسوی، دبیر کل حزب‌الله لبنان